# Kapelle Wetschewell

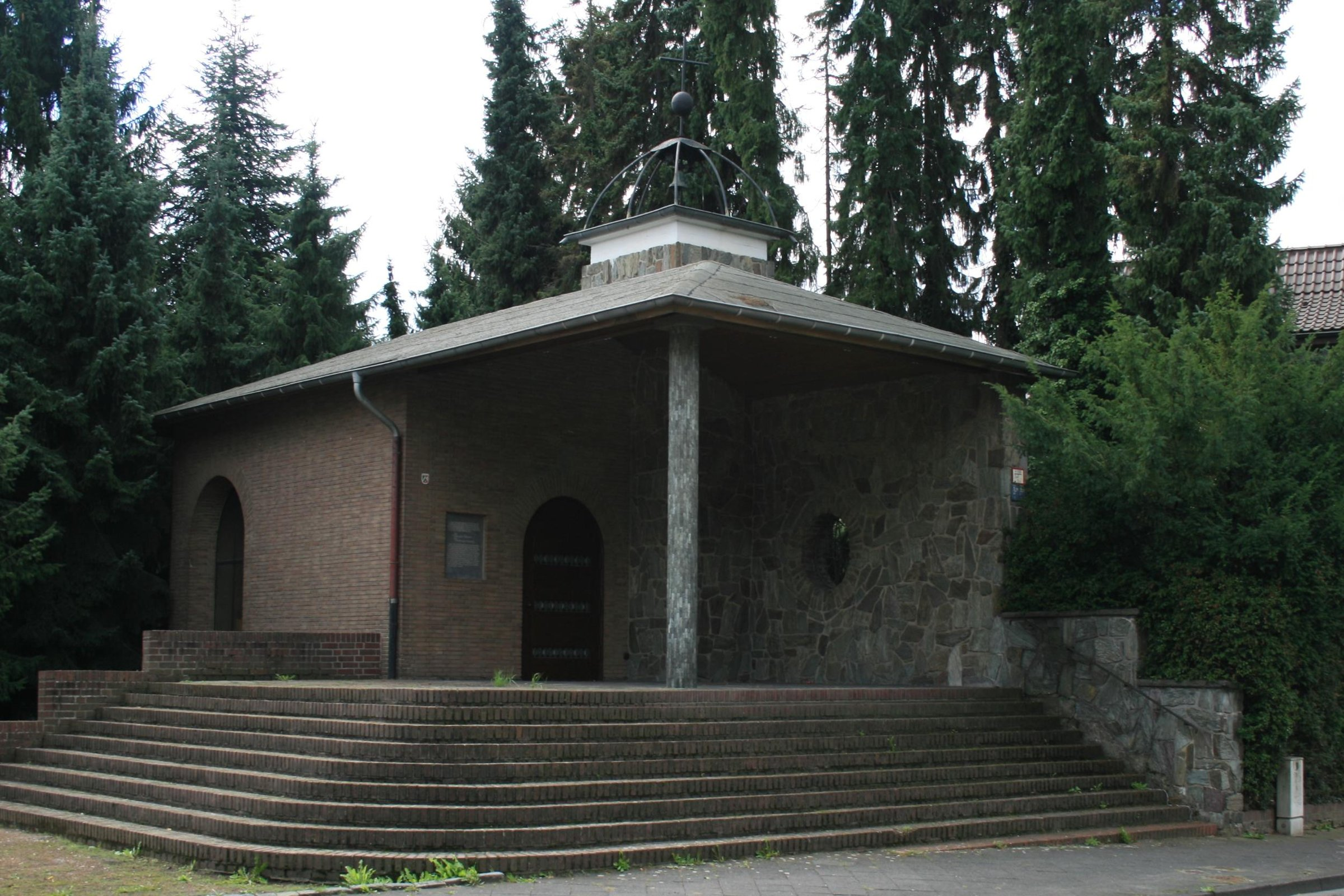
Kapelle (2010)

Die Kapelle Wetschewell steht im Stadtteil Odenkirchen-Wetschewell in Mönchengladbach (Nordrhein-Westfalen), zwischen Wetschewell 251 und 253.
Das Gebäude wurde 1956 bis 1960 erbaut. Es wurde unter Nr. W 040 am 11. November 2005 in die Denkmalliste der Stadt Mönchengladbach eingetragen.

## Lage
Die Kapelle liegt auf der Südseite der Straße Wetschewell zwischen den Häusern 251 und 253 an der Stadtteilgrenze zwischen Odenkirchen und Wickrath.

## Geschichte
Bereits vor dem Jahre 1450 stand an dieser Stelle im damaligen „Wetselsgewelde“ eine der hl. Sophia und deren Töchtern Fides, Spes und Caritas geweihte Vorgängerkapelle. Am 17. Dezember 1491 hatte Papst Innozenz VIII. die Betreuung den Kreuzherrn auf dem Antoniushügel zu Wickrath übertragen. Im Jahre 1585 zerstört, bald darauf wieder aufgebaut und 1665 erweitert, verfiel sie nach der 1802 erfolgten Aufhebung des Wickrather Kreuzherrenklosters, so dass sie 1825 endgültig abgetragen wurde.

## Architektur
Die Kapelle steht über rechteckigem Grundriss und unter flachgeneigtem, mit grünbesandeter Teerpappe gedecktem Walmdach. Über neun und an der Straße zehn breiten, aus Rollschichten gebildeten Stufen ist die gesüdete Kapelle zu erreichen. Ihr weit vorgezogenes und von der durchlaufenden Westwand sowie einer Rundstütze getragenes Dach bildet einen geschützten Unterstand (Vorhalle) vor dem Zugang in die Kapelle.
Die Westwand, die ein kleines Rundfenster mit sternförmigem Gitter besitzt, setzt sich als abgetreppte Brüstungsmauer an der Stufenanlage bis zum Bürgersteig fort. Der von einem Kreuz auf einer Weltkugel bekrönte Dachreiter an der Westseite nimmt in einer nur von wenigen Rohrstreben angedeuteten Kuppel eine kleine Glocke auf. Sie soll aus der ersten Kapelle stammen und nach dem Abriss des Vorgängerbaus über die Kirche in Wickrathhahn und das Krankenhaus Wickrath im Tausch nach Wetschewell zurückgekehrt sein. Der Boden unter dem Vordach ist mit alten, handbehauenen Basaltlava-Platten – in Zweitverwendung aus der alten Laurentiuskirche stammend – ausgelegt, in die zwei alte Mühlsteine von jeweils 140 cm Durchmesser eingelassen sind. Sie stammen von der Güdderather Mühle.
Die Kapelle ist durch eine rundbogige Holztür, deren Türblatt durch drei schmale horizontale Streifen mit bleigefasster Kunstverglasung durchbrochen ist, mit der überdachten Vorhalle verbunden. In der Ost- und Westwand der Kapelle ist jeweils ein breites, rundbogiges Fenster eingelassen, dessen Stahlrahmen mit klarem Strukturglas verglast ist. Unter dem in der Ostwand gelegenen Fenster liegt ein ebenfalls rundbogiger Zugang in den Kellerraum, der an der Südwand durch drei schmale Rundbogenfenster mit Vergitterung belichtet wird.
In der Außenansicht zeichnet sich die Kapelle durch eine ausgeprägte Materialdifferenzierung aus: Der Baukörper der Kapelle ist in rötlichem Ziegelstein verblendet, die vorgezogene Westwand mit bruchrauen, grünen und z. T. roten Natursteinplatten der Varietät Schevenhüttener Schiefer (Herkunft: Stolberg-Schevenhütte / Aachen) des Vennsattels verblendet. Die Rundsäule ist ebenfalls mit schmalen Streifen aus diesem Naturstein verblendet. Links neben dem Zugang zur Kapelle eingelassen eine Inschriftplatte aus Blaustein mit dem Text:

„Diese Kapelle wurde errichtet aus den / Spenden der Honschaft Wetschewell und der / ganzen Pfarrgemeinde St. Laurentius Odenkir- / chen in den Jahren 1956–1960 zum Gedächtnis / an die Opfer beider Weltkriege. / Den / Toten zur Ehr / Den / Lebenden zur Mahnung.“

Das Innere der Kapelle ist schlicht gestaltet mit einem gelben Verblender an den Innenwänden und Strukturglas in den Fensteröffnungen. Die Mensa des aus schwarzen Klinkern gemauerten Altars besteht aus einer Platte Schevenhüttener Schiefers. Die Glaskünstlerin Marianne Strunk-Hilgers hat die Kunstverglasung in der Tür und das Mariensymbol im Innern rechts der Eingangstür entworfen. Die Dachunterseite ist mit Holzleisten verkleidet.
Das Altarbild – ursprünglich aus dem Hauptaltar der alten St.-Laurentius-Kirche stammend – zeigt die Darstellung einer Kreuzabnahme in einer Kopie nach Peter Paul Rubens. Es hängt über dem Altar der Kapelle. In seiner Vorderseite ist ein Mosaik aus dem 1942 abgebrochenen Hochaltar der Laurentiuskirche eingelassen. Es zeigt Melchisedech.
Die bis etwa Juni 2005 in der Kapelle eingestellten acht barocken Holzbänke stammten ebenfalls aus dem Vorgängerbau der heutigen Pfarrkirche. Eine der Bänke trug die Jahreszahl 1782, auf den Ablagen für die Gesangbücher waren die Namen alter Odenkirchener Familien eingelassen. Die Bänke wurden auf Beschluss des Kirchenvorstandes gegen moderne Stühle ausgetauscht und wegen angeblichen Holzwurmbefalls auf dem Vorplatz zerschlagen.
Das Objekt ist aus ortshistorischen und volkskundlichen Gründen als Baudenkmal schützenswert.